# 萨比娜·约翰松
萨比娜·约翰松（瑞典語：Sabina Johansson，1973年1月4日—），瑞典女子轮椅冰壶运动员。她曾代表瑞典参加2022年冬季残疾人奥林匹克运动会轮椅冰壶比赛，获得一枚银牌。